# Metasia kasyi
Metasia kasyi là một loài bướm đêm trong họ Crambidae.